# Batalla de Guisa
La batalla de Guisa fue un combate producido entre el 20 y el 30 de noviembre de 1958, durante la Revolución cubana, en la zona de Guisa, en la antigua provincia de Oriente (Cuba).

## Historia

### Antecedentes
En la mañana del 20 de noviembre de 1958, un convoy de soldados de Fulgencio Batista inició su habitual recorrido desde Guisa. Poco después de abandonar esa localidad, situada en la falda norte de la Sierra Maestra, los rebeldes atacaron la caravana.

### Acción

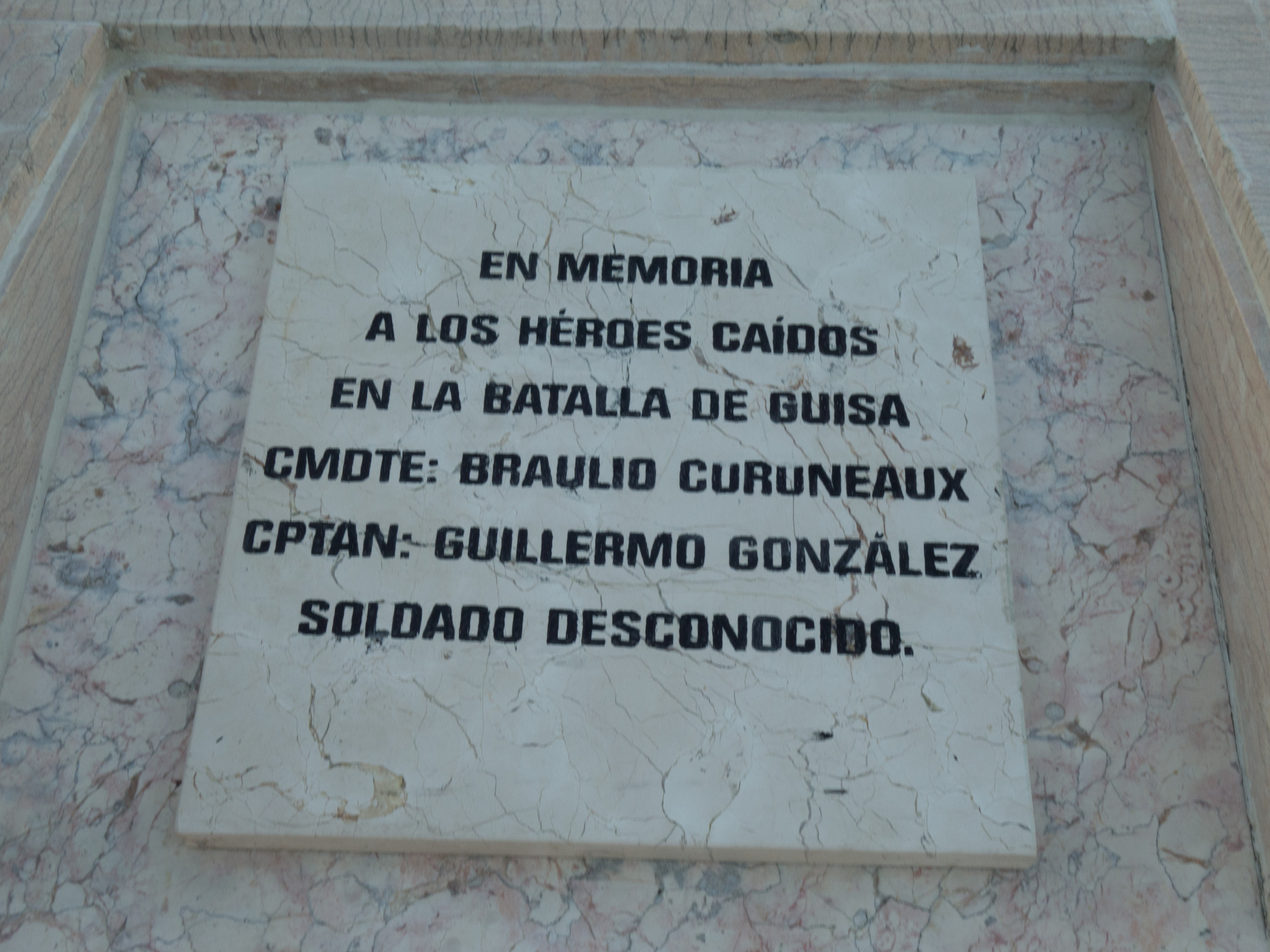
Memorial de la batalla de Guisa en Guisa, provincia de Granma, Cuba.

Tomar la posición era el principal objetivo del Ejército Rebelde donde tomaron parte alrededor de 200 rebeldes, dirigido personalmente por Fidel Castro. Después de 10 días, Guisa sería tomada. Su captura permitió al Ejército Rebelde aprovecharse de los armamentos allí concentrados para continuar la ofensiva en diferentes localidades como Jiguaní, Contramaestre, Palma Soriano y El Cobre, mientras desde el Segundo Frente Oriental, dirigido por Raúl Castro eran tomados importantes pueblos como Alto Songo, La Maya, El Cristo, Dos Caminos y San Luis. En la batalla, el ejército sufrió un total de 160 bajas, y la guerrilla perdió al capitán Braulio Coroneaux y varios otros combatientes.